# Hapalomys suntsovi
Hapalomys suntsovi és una espècie de mamífer rosegador de la família dels múrids. Viu al sud del Vietnam i, probablement, l'est de Cambodja. Té una llargada de cap a gropa de 127-146 mm i la cua de 150-165 mm. L'espècie fou anomenada en honor del mastòleg rus Víktor Suntsov. Com que fou descoberta fa poc, l'estat de conservació d'aquesta espècie encara no ha estat avaluat formalment.